# Geirröd (Riese)
Geirröd ist in der germanischen Mythologie einer der Fürsten der Riesen, der mit Thor verfeindet ist. Eilif Gudrunarson verfasste nach 976 ein Gedicht auf Thor, in dem dieser zu Geirröd fuhr. Snorri griff dieses in der Skáldskaparmál auf.
In der Geirrödsaga fliegt Loki in Freyas Falkengewand zum Riesen Geirröd und wird von diesem gefangen genommen. Loki erlangt nach drei Monaten seine Freiheit wieder, nachdem er Geirröd versprechen musste, Thor ohne seinen Hammer Mjöllnir und ohne seinen Stärkegürtel Megingiard in die Halle des Geirröd zu bringen. Jedoch erfährt Thor auf seiner Reise von Grid, dass Geirröd ihn töten wolle. Grid stattet ihn nun mit ihrem eigenen Stärkegürtel, Stab und Eisenhandschuhen aus. Derart gerüstet tötet er zunächst Geirröds Töchter Gjalp und Greip. Daraufhin wirft Geirröd ein glühendes Eisenstück auf Thor, das dieser mit seinen Eisenhandschuhen auffängt. Geirröd sucht Deckung hinter einer Eisensäule, aber Thor wirft das Eisenstück derart kraftvoll zurück, dass dieses die Säule, Geirröd und die dahinterliegende Wand durchschlägt.